# Cleo (polsk sangerinde)
Cleo, egl. Joanna Krystyna Klepko (født 23. juni 1983), er en polsk sangerinde. Hun udsendte sammen med hiphopproduceren Donatan nummeret "My, Słowianie" (vi, slaverne) den 4. november 2013, og dens musikvideo er siden blevet set mere end 38 millioner gange på YouTube. Den 25. februar 2014 meddelte den polske tv-station TVP, at nummeret var blevet udvalgt til at repræsentere Polen ved Eurovision Song Contest 2014 i København. Her gik det videre fra den anden semifinale den 8. maj 2014 og nåede siden en 14. plads ved finalen to dage senere.